# Municipio de Washington (condado de Sanilac)
El municipio de Washington (en inglés: Washington Township) es un municipio ubicado en el condado de Sanilac en el estado estadounidense de Míchigan. En el año 2010 tenía una población de 1659 habitantes y una densidad poblacional de 17,71 personas por km².

## Geografía
El municipio de Washington se encuentra ubicado en las coordenadas 43°22′38″N 82°40′41″O / 43.37722, -82.67806. Según la Oficina del Censo de los Estados Unidos, el municipio tiene una superficie total de 93.67 km², de la cual 93,11 km² corresponden a tierra firme y (0,59 %) 0,55 km² es agua.

## Demografía
Según el censo de 2010, había 1659 personas residiendo en el municipio de Washington. La densidad de población era de 17,71 hab./km². De los 1659 habitantes, el municipio de Washington estaba compuesto por el 95,78 % blancos, el 0,6 % eran afroamericanos, el 0,36 % eran amerindios, el 0,9 % eran asiáticos, el 0,36 % eran de otras razas y el 1,99 % eran de una mezcla de razas. Del total de la población el 2,95 % eran hispanos o latinos de cualquier raza.